# Joan Jett
Joan Jett (Joan Marie Larkin, 22 de septiembre de 1958 en Filadelfia, Pensilvania) es una cantante, compositora, guitarrista, bajista (ocasional), productora y ocasionalmente actriz estadounidense.
Es conocida por haber sido la vocalista de The Runaways y de The Blackhearts y por sus éxitos «I Love Rock 'N Roll», que fue número uno en las listas de Billboard desde el 20 de marzo hasta el 8 de mayo de 1982, «Crimson and Clover», «Bad Reputation», «I Hate Myself for Loving You», «Do You Wanna Touch Me», «Light of Day» (tema compuesto por Bruce Springsteen), «Little Liar» y «Love Is All Around». Su voz ha sido definida como mezzosoprano. Tres de sus álbumes han logrado la certificación de disco de platino.
Joan Jett es una de las figuras femeninas más importantes de la historia del rock. Bandas como Bikini Kill, Shonen Knife, L7, Yeah Yeah Yeahs, Kittie, The Donnas o Hole declararon públicamente la influencia de Joan en su música. Además, fue ubicada en el puesto 87 de la lista de los 100 guitarristas más grandes de todos los tiempos según la revista Rolling Stone, una de las dos únicas mujeres en la lista.
Durante su carrera muchas veces ha sido denominada con títulos como la Reina del Rock 'n' roll, Abuela del Punk o también considerada por algunas vocalistas de punk como la Riot grrrl original. Joan Jett ha sido vegetariana durante más de veinte años y apoya el bienestar de los animales de granja en la organización Farm Sanctuary.

## Primeros años
Joan Jett nació en el hospital Lankenau en Stockwood, en un suburbio de Filadelfia, Pensilvania. Es la mayor de tres hijos. Su padre era vendedor de seguros y su madre secretaria. Su familia era protestante y asistía a la iglesia, pero no eran particularmente religiosos. Se mudó a Rockville, Maryland en 1967 y allí asistió a la escuela secundaria.
Obtuvo su primera guitarra a los catorce años. Tomó algunas lecciones pero pronto renunció a las mismas porque el instructor insistía en enseñarle canciones de música folk. Su familia se mudó a West Covina, California, en el condado de Los Ángeles, lo que le brindó la oportunidad de continuar aprendiendo música. Poco después sus padres se divorciaron y ella cambió su nombre a Joan Jett, tomando el apellido de soltera de su madre como su nombre profesional y legal.

## Carrera

### The Runaways
Jett se convirtió en una de las fundadoras de la banda femenina de hard rock The Runaways, junto a la baterista Sandy West. Jackie Fox, Lita Ford y Cherie Currie fueron contratadas por el mánager Kim Foley para completar la formación, creando la alineación clásica de la banda. Inicialmente Currie era la vocalista principal de la banda, aunque Jett compartía las voces, tocaba la guitarra rítmica y escribía la mayoría de canciones junto a Ford, West y Currie. La banda grabó cinco discos, de los cuales Live in Japan fue su producción más exitosa en términos de ventas. La agrupación compartió escenario con bandas como Cheap Trick, Ramones, Van Halen y Tom Petty and the Heartbreakers, encontrando éxito especialmente en tierras japonesas. Mientras estaba de gira en 1976, Jett escuchó por primera vez la canción "I Love Rock 'n Roll" en la serie de televisión británica Arrows.
Aunque The Runaways era muy popular en Europa, Japón, Australia, Canadá y Sudamérica, no tuvieron el mismo éxito en Estados Unidos, en parte debido a que la prensa musical de este país no estaba acostumbrada a que una banda de mujeres adolescentes hiciera música con seriedad. Cuando Currie dejó la banda, Joan Jett se convirtió en la vocalista principal en los álbumes Waitin' for the Night y And Now... The Runaways. En total, produjeron cinco álbumes desde 1975 hasta que se disolvieron en la primavera de 1979.
Poco tiempo después, Jett produjo el único álbum publicado por la banda de punk rock californiana Germs, (GI).

#### The Runaways: La película
En 2010 se estrenó en los cines la adaptación de la vida de The Runaways con Kristen Stewart interpretando a Joan Jett, Dakota Fanning en el papel de Cherie Currie y Michael Shannon en el papel del mánager Kim Fowley. El reparto fue completado por Stella Maeve en el papel de Sandy West, Scout Taylor-Compton en el papel de Lita Ford y Alia Shawkat en el papel ficticio de Robin (basado en la vida de Jackie Fox, ya que esta se negó a dar los derechos para que ella se retratara en la película).
Cherie Currie admite haber tenido un romance con Joan Jett en Edgeplay: A Film About the Runaways, siendo después constantemente criticada. Este hecho se presenta en la película. Al ser la primera cinta adolescente de Dakota Fanning ha causado mucha polémica por su personaje, además del beso lésbico aparece fumando y drogándose.

### Solista
En la primavera de 1979, Jett fue a Inglaterra para iniciar su carrera en solitario. Estando allí, grabó tres canciones con los músicos Paul Cook y Steve Jones de los Sex Pistols (una de ellas fue una primera versión de la mencionada "I Love Rock 'n' Roll", originalmente escrita y presentada por The Arrows). De vuelta en Los Ángeles, Joan comenzó a rodar una película basada en la historia de The Runaways llamada We're All Crazee Now! La película nunca fue editada, pero durante la realización del proyecto Joan conoció al compositor y productor Kenny Laguna, con el que entabló amistad, decidiendo así trabajar juntos.
Jett y Laguna entraron en el estudio Ramport de propiedad de la banda británica The Who para grabar el debut en solitario de la artista. El disco Joan Jett fue editado en Europa, pero en los Estados Unidos las disqueras no se mostraron interesadas en publicar el disco. Jett y Laguna lo editaron independientemente en su propio sello, Blackheart Records. De esta forma Jett se convertiría en la primera intérprete femenina en crear su propio sello discográfico.

### Joan Jett & the Blackhearts

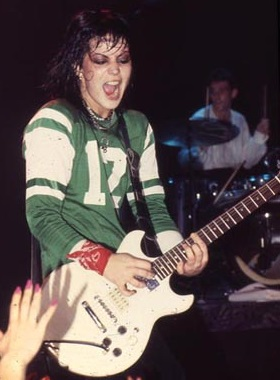
Joan Jett en un concierto en Noruega en la década de 1980.

Con la asistencia de Laguna, Jett formó The Blackhearts. Laguna recuerda, "Le dije a Joanie que se olvidara de tener una banda de soporte, pues había suficiente dinero para ella, pero no para una banda. Ella me dijo que necesitaba una banda. Y creo hasta el día de hoy que el concepto de los Blackhearts lo que hizo grande a Joan Jett". Joan publicó un anuncio en LA Weekly donde decía que estaba buscando tres hombres buenos. John Doe de la banda X fue escogido como bajista. Mencionó a otro músico, Gary Ryan, quien adoptó su nombre artístico al unirse a Blackhearts en 1979, en parte para ocultar el hecho de que solo tenía 15 años en ese momento. Ryan recomendó al guitarrista Eric Ambel. La última adición a la alineación fue el baterista Danny "Furious" O'Brien. Esta alineación brindó varios recitales en el club nocturno Golden Bear en Huntington Beach, California y en el Whisky a Go Go en Hollywood antes de iniciar una gira europea que constaba de algunos conciertos en Holanda e Inglaterra.
Laguna despidió a O'Brien al finalizar la gira y al regresar a Norteamérica, Jett, Ryan y Ambel se trasladaron a Long Beach, Nueva York. Llevaron a cabo algunas audiciones y Lee Crystal, miembro de las bandas Boyfriends y Sylvain Sylvain, se convirtió en el nuevo baterista. Luego, la banda recorrió los Estados Unidos construyendo lentamente una base de admiradores, pero luchando por mantenerse financieramente a flote. A lo largo de la década de 1980, la banda pudo seguir dando conciertos debido a que Laguna aprovechó avances de proyectos externos. Jett y Laguna usaban fondos propios para imprimir copias del álbum Joan Jett. Laguna al final no pudo dar abasto tras la demanda del disco. Finalmente, un viejo amigo suyo y fundador de la discográfica Casablanca Records, Neil Bogart, hizo un trato con Laguna y firmó a Jett en su nueva discográfica, Boardwalk Records, relanzado el álbum con el nombre de Bad Reputation.
Un concierto en The Palladium en 1981 en la ciudad de Nueva York se convirtió en el punto de quiebre que impulsó la carrera de Joan. Descrito por la prensa musical como el concierto definitivo de la banda, este recital ayudó a convertir a Nueva York en el fortín de la agrupación. Este impulso llevó a Jett al estudio nuevamente para grabar el disco I Love Rock 'n Roll. Ambel fue reemplazado por el guitarrista local Ricky Byrd durante la grabación. El primer sencillo del álbum fue la canción homónima, escrita y grabada originalmente por los británicos Arrows, la cual encabezó la lista de éxitos Billboard Hot 100 por siete semanas seguidas a comienzos de 1982.
Jett publicó Album (1983) y Glorious Results of a Misspent Youth (1984), seguidos de una lista de éxitos Top 40 en línea y de monumentales giras compartiendo escena con bandas como The Police, Queen y Aerosmith, entre otras. The Blackhearts fue una de las primeras bandas angloparlantes en brindar conciertos en países de Sudamérica como Venezuela presentándose en el Poliedro de Caracas los días 1 y 2 de agosto y otros países centroamericanos como Panamá y República Dominicana ese mismo año.
Haciendo un paréntesis en su carrera musical, Joan logró un lugar en el reparto de la película Light of Day con Michael J. Fox. Bruce Springsteen escribió la canción "Light of Day" especialmente para la película, y su actuación recibió aclamación crítica. Durante este periodo, Ryan y Crystal abandonaron The Blackhearts y fueron reemplazados por Thommy Price y Kasim Sulton. Ese mismo año Jett publicó Good Music, con apariciones especiales de The Beach Boys, The Sugarhill Gang y Darlene Love.
Joan Jett & the Blackhearts se convirtió en la primera banda de rock en tocar varias noches seguidas en el teatro Lunt–Fontanne en Broadway, rompiendo récords de ventas de taquilla en ese momento. Su siguiente lanzamiento, Up Your Alley, fue certificado multiplatino. Este álbum contiene el reconocido sencillo "I Hate Myself for Loving You", que logró escalar a la posición n.º 8 en la lista Billboard Hot 100. Más adelante fue publicado The Hit List, un álbum de versiones de bandas como AC/DC, ZZ Top, The Doors y Sex Pistols, entre otras. Durante esta época Jett coescribió la canción "House of Fire", que fue incluida en el álbum Trash de Alice Cooper en 1989.

### Década de 1990

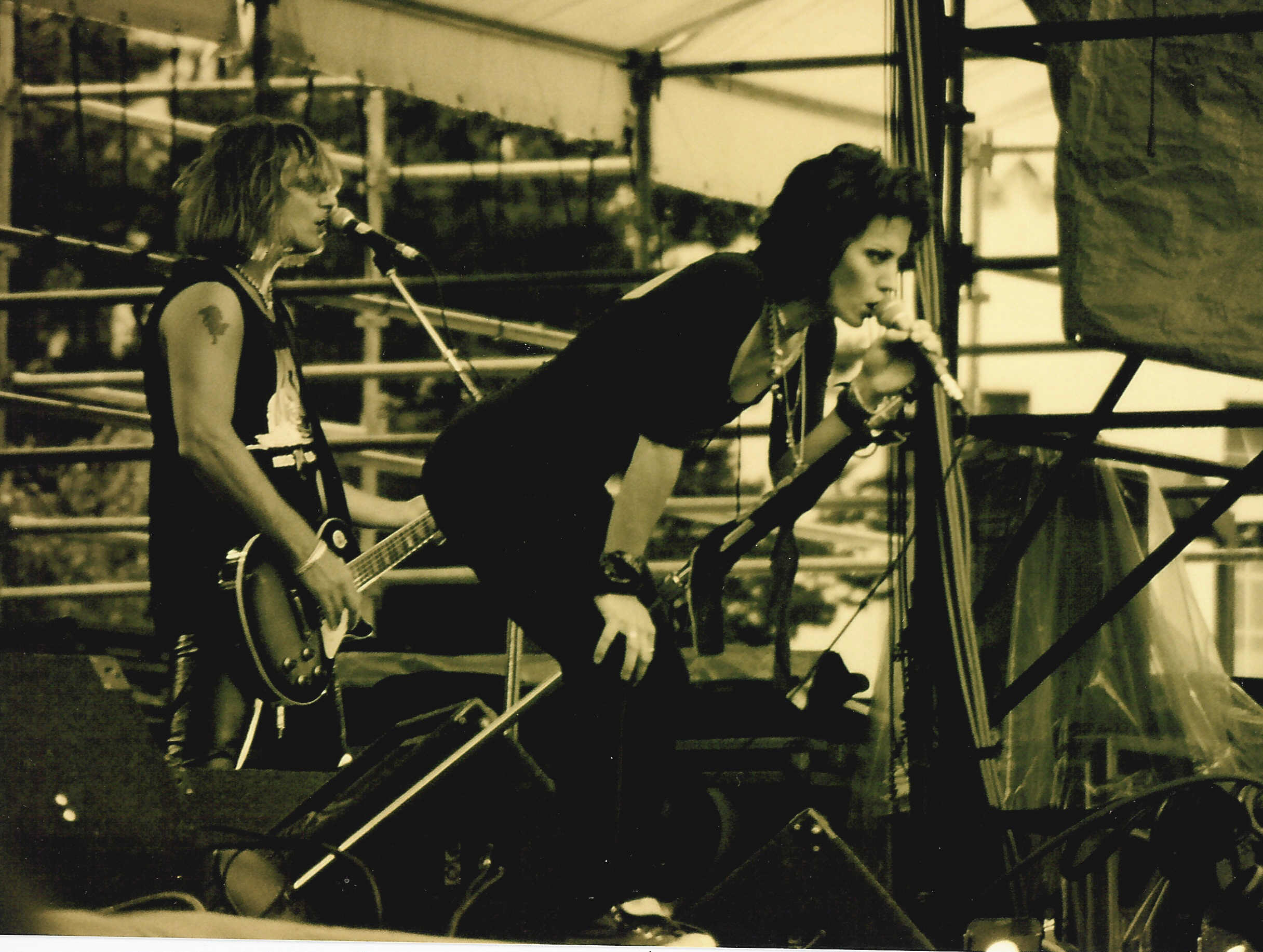
Joan Jett en vivo en Seattle en 1994.

Su publicación de 1991 Notorious, donde fueron incluidos los músicos Paul Westerberg y Phil Feit, fue la última con las discográficas Sony/CBS, siendo finalmente producida por Warner Bros. En 1993, Jett y Laguna publicaron Flashback, un recopilatorio bajo el sello Blackheart Records.
Jett produjo varias bandas antes de lanzar su debut, y su discográfica Blackheart Records publicó varios discos de bandas y artistas como Metal Church y Big Daddy Kane.
En ese momento la prensa empezó a referirse a Jett como la "Abuela del punk rock" y la "Riot Grrrl original". En 1994 la banda publicó el álbum Pure and Simple, con canciones escritas junto a Kat Bjelland (Babes in Toyland), Donita Sparks (L7) y Kathleen Hanna (Bikini Kill).
Joan retornó a la producción con la banda Circus Lupus en 1992 y nuevamente, en 1994, con la banda Bikini Kill en el EP New Radio +2, apareciendo también en los créditos como corista y guitarrista invitada. El movimiento Riot Grrrl inició en la década de 1990 con la banda Bikini Kill como una pieza clave del mismo. Muchas de estas mujeres se han referido a Jett como modelo de inspiración para el movimiento.
En 1997 participó en el álbum tributo a Iggy Pop We Will Fall. Realizó un cover de la canción de Johnny O'Keefe "Wild One". Más tarde colaboró con miembros de la agrupación The Gits, cuya cantante y compositora, Mia Zapata, fue violada y asesinada en 1993. Como resultado de esta colaboración fue grabado un álbum, Evil Stig y un sencillo, "Bob", cuyos ingresos de ventas fueron utilizados para financiar la investigación del asesinato de Zapata. Para este fin, la banda y Jett aparecieron en el programa de televisión America's Most Wanted pidiendo información al público. El caso se resolvió en 2004, cuando el asesino de Zapata, Jesús Mezquia, fue llevado a juicio y condenado.
Jett participó en el álbum de 1999 de Marky Ramone The Answer to Your Problems? en la canción "Don't Blame Me". Fue invitada a la grabación del álbum de Peaches Impeach My Bush en las canciones "Boys Wanna Be Her" y "You Love It".

### Década de 2000
En octubre de 2001, en un evento solidario para recaudar fondos para las familias de las víctimas de los atentados del 11 de septiembre, Jett y Bruce Springsteen aparecieron juntos por primera vez en el escenario y tocaron la canción "Light of Day".
En 2004 Jett y Laguna produjeron el álbum No Apologies de la banda de pop punk The Eyeliners. Jett aportó su voz en los coros de la canción "Destroy" y apareció en el vídeo musical. El mismo año fue publicado solamente en tierras japonesas un nuevo álbum de Joan Jett & the Blackhearts llamado Naked, cuya imagen de portada generó cierta polémica por mostrar a Joan en topless con sus senos parcialmente cubiertos por las letras que conforman el nombre del disco.
En 2005 Jett y Laguna contrataron a la banda de punk The Vacancies y produjeron su segundo álbum, A Beat Missing or a Silence Added y su tercer álbum en 2007, Tantrum. Ese mismo año Joan fue convocada por Steven Van Zandt para presentar su propio programa radial en el programa Underground Garage en Sirius Satellite Radio. Presentó un programa de cuatro horas titulado Joan Jett's Radio Revolution, transmitido todos los sábados y domingos. El programa se trasladó de Sirius 25 (Underground Garage) a Sirius 28 antes de ser cancelado en junio de 2008. El mismo año, Jett y Laguna celebraron el aniversario número 25 de su disquera Blackheart Records con un concierto en la sala Webster de Manhattan.
En junio de 2006 Jett publicó el álbum Sinner bajo el sello Blackheart Records. En soporte del disco la banda apareció en la gira Warped Tour en 2006 y realizó una gira con Eagles of Death Metal a finales de ese año. Otras bandas como Antigone Rising, Valient Thorr, The Vacancies, Throw Rag y Riverboat Gamblers también se unieron a la gira. Jett cantó a dueto con Chase Noles en "Tearstained Letters", una canción de la banda The Heart Attacks en el álbum de 2006 Hellbound and Heartless.
En noviembre de 2007, Joan Jett & the Blackhearts compartieron cartel con las bandas Motörhead y Alice Cooper en una gira británica; Jett abrió ocho conciertos para Aerosmith en su gira mundial de 2007.
Joan Jett & the Blackhearts realizaron varios conciertos en la gira True Colors en el verano de 2008. En agosto fueron teloneros de la banda británica Def Leppard. El 19 de noviembre de 2009, Mattel lanzó al mercado una muñeca Barbie inspirada en la imagen de Joan Jett. Su nombre y semejanza fueron usados con su permiso.

### Década de 2010 - 2020
En junio de 2010, Joan Jett & the Blackhearts compartieron escenario con Green Day en su gira por el Reino Unido con otras bandas y artistas como Frank Turner y Paramore.
En septiembre de 2010 la banda nuevamente abrió algunos conciertos para Aerosmith en su gira por Canadá.
Jett fue productora ejecutiva de la película biográfica The Runaways, una crónica de la carrera de la primera agrupación de Joan. Fue escrita y dirigida por Floria Sigismondi, reconocida por dirigir vídeos para bandas y artistas como Marilyn Manson, The White Stripes y David Bowie. Kristen Stewart encarnó a Joan Jett en la cinta. Para prepararse para el papel, Stewart conoció personalmente a Jett. La película explora la amistad entre Jett y la cantante principal de Runaways, Cherie Currie, interpretada por Dakota Fanning, y se estrenó en el Festival de Cine de Sundance de 2010 el 24 de enero de 2010. Joan Jett & The Blackhearts aparecieron en el festival para la promoción de la película, gala a la que también asistieron Stewart y Dakota Fanning.
En marzo de 2010 fue publicado el recopilatorio doble Greatest Hits con cuatro canciones nuevas. Ese mismo mes fue publicado un libro biográfico en tapa dura con la historia de la banda The Runaways.
El 30 de septiembre de 2013 la banda publicó Unvarnished, su nuevo álbum de estudio. El disco ingresó en el Top 50 de Billboard. Algunas de las canciones del álbum fueron inspiradas por la muerte de los padres de la artista. El 1 de agosto fue declarado el día de Joan Jett en West Hollywood y fue nombrada leyenda del rock en esta ciudad. Lee Crystal, exmiembro de The Blackhearts, falleció el 6 de noviembre de 2013 a causa de complicaciones de su esclerosis múltiple.
Jett protagonizó y fue la productora ejecutiva de la película Undateable John, estrenada en 2014.
En abril de 2014 Jett se presentó junto a los miembros sobrevivientes de Nirvana para tocar la canción "Smells Like Teen Spirit" en la gala de presentación en el Salón de la Fama del Rock and Roll del grupo de Seattle. Se unió a la banda nuevamente esa misma noche para un concierto sorpresa en la sala Saint Vitus. Ese mismo año Jett se convirtió en la primera mujer en ganar el premio Golden God. Sus antiguas compañeras Cherie Currie y Lita Ford la apoyaron en el evento. El 24 de abril de 2014 la revista Alternative Press organizó la primera entrega de los premios Alternative Press Music Awards y Jett recibió el premio Icon. El 12 de julio de 2014 Joan Jett & the Blackhearts tocaron en el Tropicana Field después de un juego de béisbol en San Petersburgo, Florida. El 29 de octubre de 2014 Joan cantó el himno nacional estadounidense en un partido de baloncesto entre los equipos New York Knicks y Chicago Bulls. Jett y la empresa Hot Topic lanzaron su línea de moda en 2014, basada en chaquetas, camisas, pantalones y un suéter. Jett tocó la guitarra en la canción "I Am a River" en el álbum de Foo Fighters Sonic Highways, publicado el 10 de noviembre de 2014.
El 15 de abril de 2015 Jett & the Blackhearts abrieron un concierto para la banda The Who, iniciando su gira The Who Hits 50! en Tampa, Florida. La banda compartió escenario con The Who en 42 ocasiones en los Estados Unidos y Canadá, finalizando el 4 de noviembre en Filadelfia. El 4 de julio de 2015, Joan Jett & the Blackhearts hicieron parte del espectáculo de aniversario de la banda Foo Fighters en Washington D. C.

### Apariciones en cine y televisión

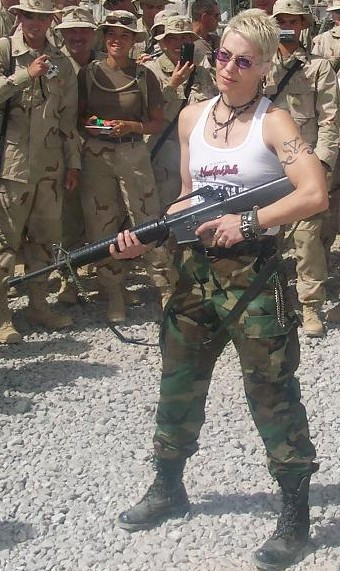
Joan Jett vestida de soldado con el ENG

La primera aparición de Jett fue en 1981, en un concierto en vivo con los Blackhearts en la película Urgh! A Music War interpretando la canción "Bad Reputation". Joan Jett hizo su debut como actriz en 1987 en la película de Paul Schrader Light of Day, coprotagonizada por Gena Rowlands y Michael J. Fox. Apareció en películas independientes como The Sweet Life y Boogie Boy.
En 1992 fue la estrella invitada en un episodio de la primera temporada de la serie de televisión Highlander.
En 1997, apareció en la comedia de Ellen en el episodio "Hello Muddah, Hello Faddah", interpretando la canción del título. En 1999, Freaks and Geeks utilizó la canción "Bad Reputation" como tema de apertura.
En 2000, apareció en la producción de The Rocky Horror Show en el papel de Columbia. Dos años después apareció en la película By Hook or by Crook en el papel de la entrevistada. De 2000 a 2003, Jett fue anfitrión de una vitrina de nuevos cortos de cine y video Independent Eye de Maryland Public Television.
En 2008, hizo un cameo en la película de terror Repo! The Genetic Opera. También apareció en el episodio "Reunion" de Law & Order: Criminal Intent. En 2010, la canción I Love Rock N' Roll aparece al final de la película de The Runaways en la versión de Joan Jett & The Blackhearts. La película está basada en su vida y en la vida de Cherrie Curie en cómo se unieron al grupo.
En 2017 apareció en el videoclip para la canción "Doom or Destiny" de la banda estadounidense Blondie.

## Vida personal

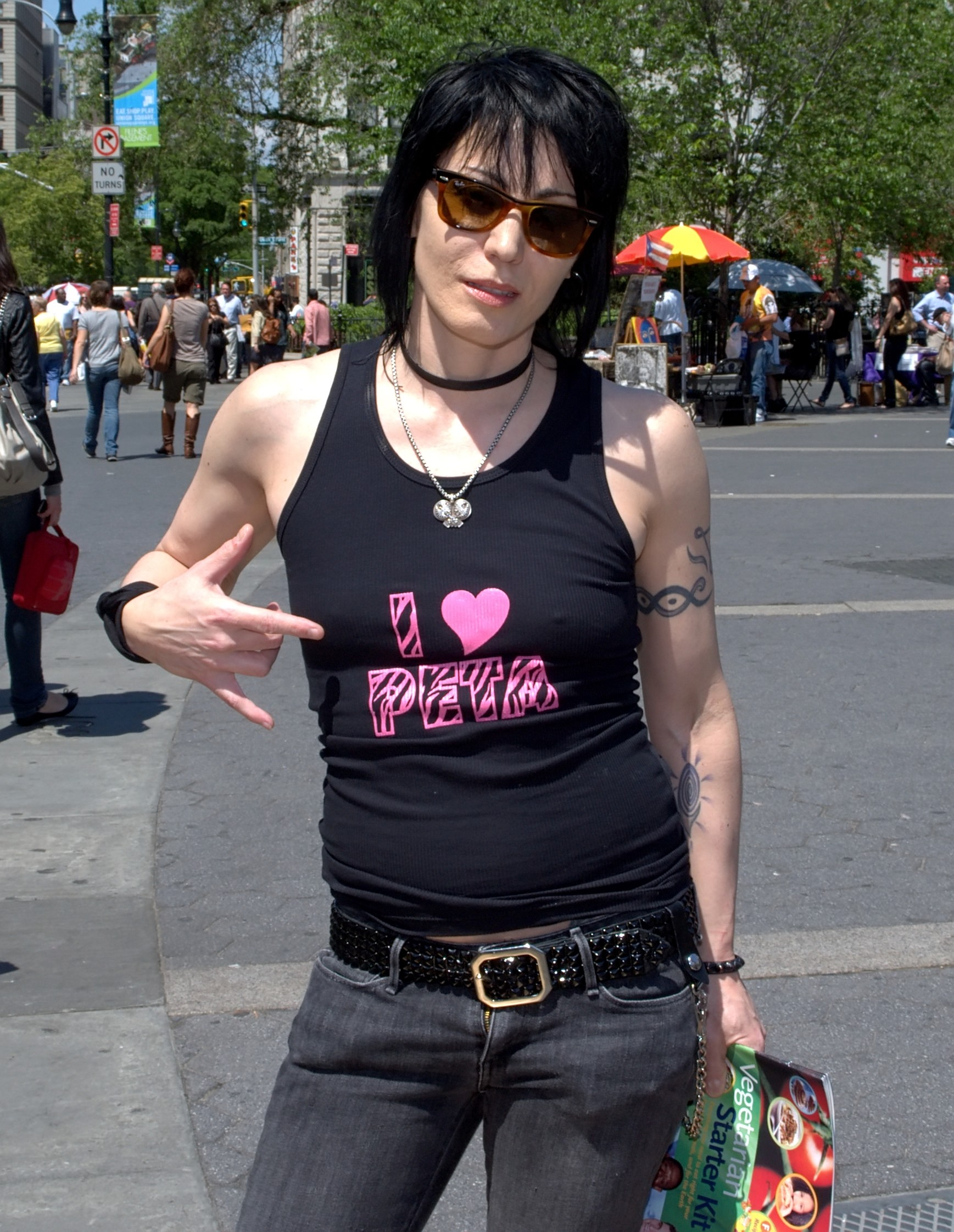
Jett apoyando a PETA en Union Square en 2010.

Jett constantemente se ha negado a confirmar o negar los rumores sobre su lesbianismo o bisexualidad. En una entrevista en 1994 para la revista Out, la artista afirmó: "No lo niego ni lo confirmo, puedes creer lo que tú quieras". En 2006 también abordó los rumores sobre su lesbianismo al decir: "Nunca hice ningún tipo de declaración sobre mi vida personal. Nunca hice proclamaciones. Por lo tanto, no sé de dónde saca esta información la gente".
Jett apoyó a Howard Dean en la elección presidencial de 2004 gracias a su oposición a la Guerra de Irak. Ha sido vegetariana por más de veinte años y apoya a las organizaciones PETA y Farm Sanctuary. Jett se convirtió en vegetariana gracias a su fuerte amor por los animales. Tras abandonar el consumo de carne, Jett investigó el impacto causado por la cría intensiva de animales y se convirtió en defensora del veganismo.

Soy vegetariana. Por lo tanto, evito contribuir al daño ambiental que crea la industria cárnica. Espero que pronto podamos asegurarnos de que todo lo que hagamos sea ecológico.

Joan es fanática del deporte, en el que participa activamente. Su versión de "Love Is All Around" (tema principal del show de Mary Tyler Moore) se convirtió en un himno en los deportes femeninos y fue utilizado por la NCAA para promover the Women's Final Four así como la canción "Unfinished Business". Joan Jett ha suministrado canciones para el estreno de ESPN X-Games y ha colaborado con su música en todos los juegos desde entonces.

## Discografía

### Con The Runaways
- The Runaways (1976)
- Queens of Noise (1977)
- Live in Japan (1977)
- Waitin' for the Night (1977)
- And Now... The Runaways (1978)

### Como solista
- Joan Jett (1980)
- Bad Reputation (1981)

### Con Joan Jett and The Blackhearts
- I Love Rock 'n Roll (1981)
- Album (1983)
- Glorious Results of a Misspent Youth (1984)
- Good Music (1986)
- Up Your Alley (1988)
- The Hit List (1990)
- Notorious (1991)
- Pure and Simple (1994)
- Naked (1995)
- Sinner (2006)
- Unvarnished (2013)